# La Chapelle-Souëf
La Chapelle-Souëf é uma comuna francesa na região administrativa da Normandia, no departamento Orne. Estende-se por uma área de 11,29 km². Em 2010 a comuna tinha 258 habitantes (densidade: 22,9 hab./km²).